# Jüdischer Friedhof (Butzbach)

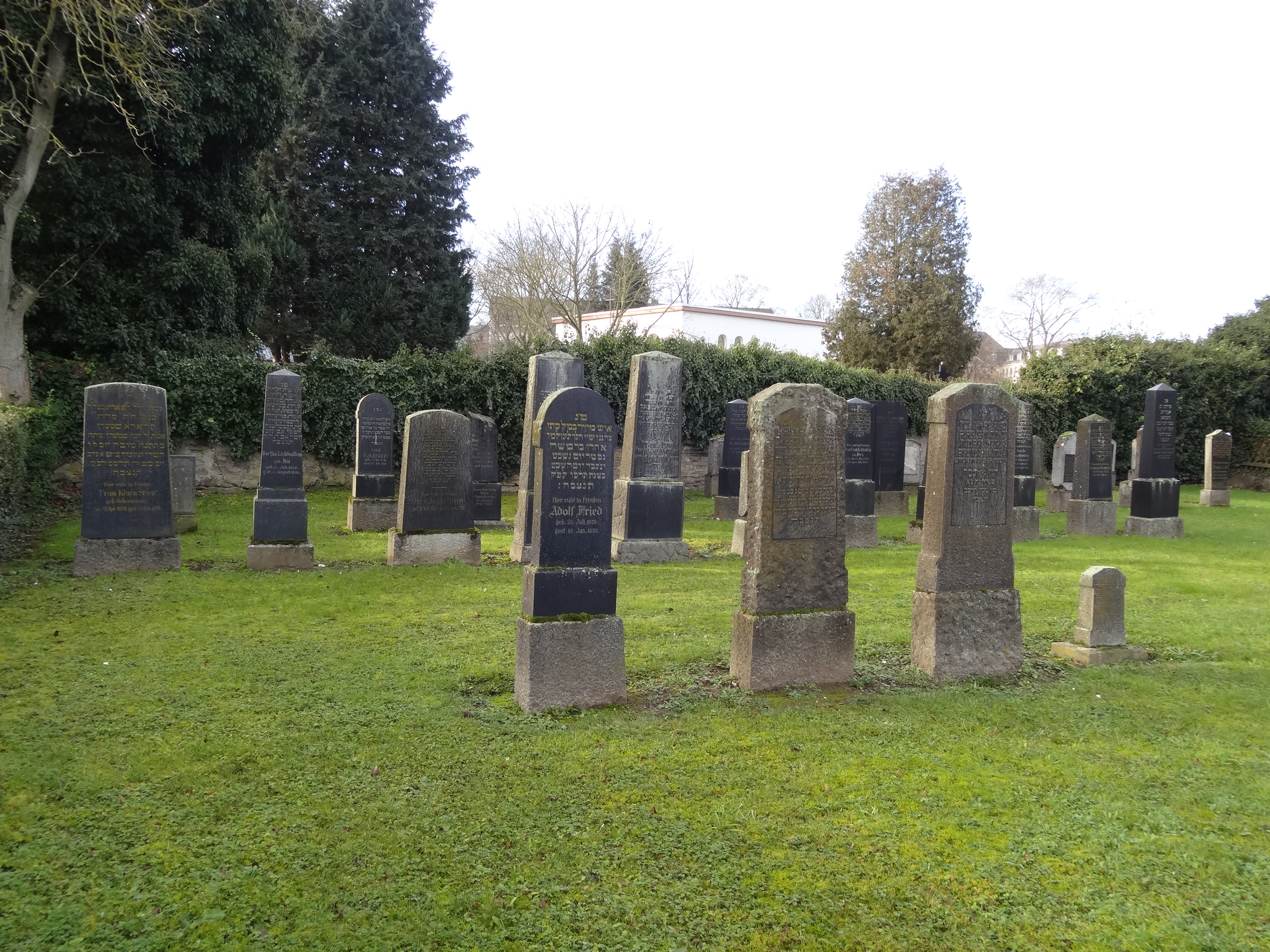
Der jüdische Friedhof in Butzbach

Der Jüdische Friedhof Butzbach ist ein Friedhof in der Stadt Butzbach im Wetteraukreis in Hessen.
Der jüdische Friedhof ist 834 m² groß. Er liegt am kommunalen Friedhof, der sich zwischen Küchengartenweg und Großer Wendelstraße befindet. Über die Zahl der Grabsteine gibt es keine Angaben.